# Stijn Peeters (beeldend kunstenaar)
Augustinus Wilhelmus Rafael Maria (Stijn) Peeters (Valkenswaard, 24 oktober 1957) is een Nederlandse beeldende kunstenaar. Hij woont en werkt in (de omgeving van) Eindhoven.
Zijn opleiding genoot hij aan de Koninklijke Academie voor Kunst en Vormgeving in 's-Hertogenbosch en aan de Jan van Eyck Academie in Maastricht.

## Werk
Peeters laat zich graag inspireren door het werk van meesters uit vroeger tijden, maar tegelijkertijd is hij nooit ver verwijderd van de hedendaagse werkelijkheid.

## Musea
De volgende musea hebben werk van Stijn Peeters in hun collectie:
- Van Abbemuseum, Eindhoven
- Noordbrabants Museum, 's-Hertogenbosch
- Museum Jan Cunen, Oss
- Museum van Bommel van Dam, Venlo

- Gemeinsame Normdatei: 174256183
- International Standard Name Identifier: 0000 0003 6944 8367
- Nederlandse Thesaurus van Auteursnamen: 100865771
- RKD-Nederlands Instituut voor Kunstgeschiedenis: 62388
- Virtual International Authority File: 238577198